# Hối tiếc

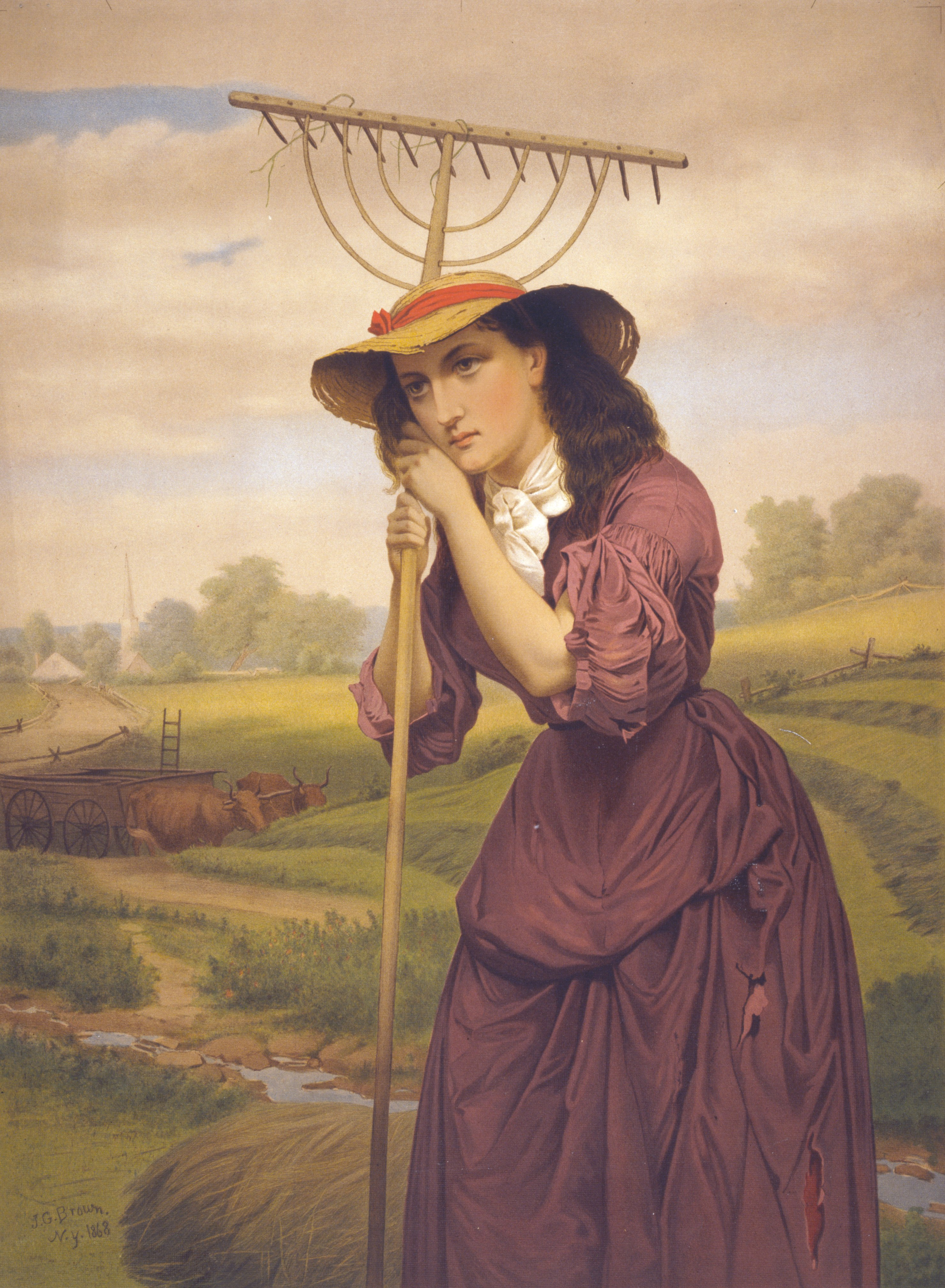
Nữ anh hùng hư cấu của John Greenleaf Whittier Maud Muller nhìn chằm chằm vào mông lung, hối tiếc vì đã không hành động và suy nghĩ về những gì có thể đã xảy ra.

Hối tiếc hay tiếc nuối là một phản ứng cảm xúc tiêu cực có ý thức đối với một tình huống không mong muốn. Hối tiếc có liên quan đến cơ hội nhận thức. Cường độ của nó thay đổi theo thời gian sau khi quyết định, liên quan đến hành động so với không hành động, và liên quan đến tự kiểm soát ở một độ tuổi cụ thể. Sự tự trách đi kèm với sự hối tiếc được cho là thúc đẩy hành động khắc phục và thích ứng. Trong xã hội phương Tây, người lớn có sự hối tiếc cao nhất về lựa chọn giáo dục của họ.

## Định nghĩa
Hối tiếc đã được các nhà tâm lý học định nghĩa vào cuối những năm 1990 là một " cảm xúc tiêu cực dựa trên suy luận đi lên, tự tập trung, phản tác dụng ".  Một định nghĩa khác là "một trạng thái cảm xúc khó chịu được gợi ra bởi sự khác biệt về giá trị kết quả của các hành động được chọn so với các hành động không được lựa chọn".
Hối tiếc khác với hối hận ở chỗ mọi người có thể hối tiếc về những điều vượt quá tầm kiểm soát của họ, nhưng hối hận cho thấy ý thức trách nhiệm đối với tình huống kể trên. Ví dụ, một người có thể cảm thấy hối tiếc rằng mọi người chết trong thảm họa thiên nhiên, nhưng không thể cảm thấy hối hận về tình huống đó. Tuy nhiên, một người cố tình làm hại ai đó nên cảm thấy hối hận vì những hành động đó. Hối tiếc đại lý là ý tưởng rằng một người có thể tham gia vào một tình huống, và hối tiếc về sự tham gia của họ ngay cả khi những hành động đó là vô tội, vô ý hoặc không tự nguyện.  Ví dụ, nếu ai đó quyết định chết bằng cách đứng trước một phương tiện đang di chuyển, cái chết này không phải là lỗi của người lái xe, nhưng người lái xe vẫn có thể hối tiếc vì người muốn chết đã chết.
Hối hận khác với thất vọng. Cả hai đều là những trải nghiệm cảm xúc tiêu cực liên quan đến kết quả mất mát, và cả hai đều có tương quan thần kinh tương tự nhau. Tuy nhiên, chúng khác nhau về phản hồi về kết quả, so sánh sự khác biệt giữa các kết quả cho hành động được chọn so với hành động không được lựa chọn; Trong hối tiếc, phản hồi đầy đủ xảy ra và với sự thất vọng chỉ phản hồi một phần. Các cảm xúc này cũng khác nhau về sự biểu hiện (hối tiếc thể hiện ra bên ngoài so với thất vọng nằm sâu ở bên trong).